# Ilha Victoria (Lagos)
Ilha Victoria (VI) é uma área afluente que engloba uma antiga ilha com o mesmo nome que fica entre a Ilha de Lagos, a Península de Lekki e a Lagoa de Lagos. É o principal centro de negócios e financeiro de Lagos, e uma das áreas com o maior custo de vida da Nigéria. A cidade e a ilha estão dentro dos limites da Eti-Osa LGA.

## História
A Ilha Victoria era originalmente inteiramente rodeada por água. Era delimitada pelo oceano Atlântico, ao Sul, a boca do Lagos (lagoa) no Oeste, o Five Cowrie Creek ao Norte, e pântanos ao Leste.  O governo colonial iniciou o processo de enchimento nos pântanos do leste para reduzir as áreas de reprodução de mosquitos. Isto criou uma ponte de terra entre Ilha Victoria e a Península de Lekki, descaracterizando-a como verdadeira ilha.
Após a independência, os sucessivos governos estaduais expandiram este desenvolvimento, que culminou com a construção de uma estrada que liga Ilha Victoria a Epe. Esta atividade, juntamente com o rápido desenvolvimento econômico e comercial da Ilha Victoria, serviu para estimular o desenvolvimento residencial ao longo do corredor Lekki-Epe.

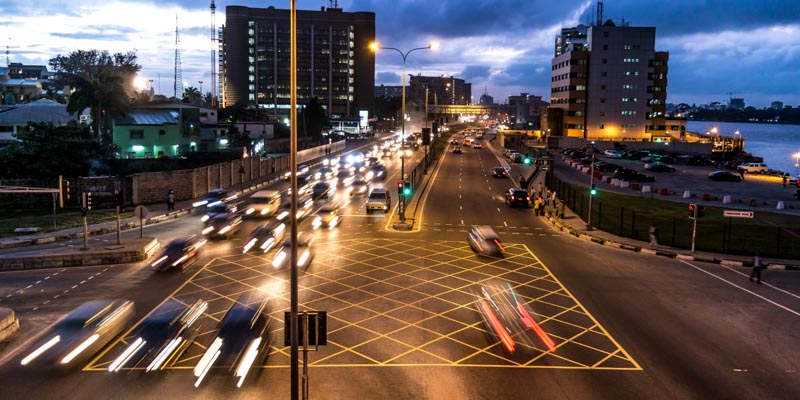
Lekki-Epe Expressway Sandfill Bustop

A área que conecta a Ilha Victória a Lekki, anteriormente pantanosa, tornou-se uma grande favela chamada Vila Maroko que abrigava muitos dos novos migrantes para o estado de Lagos. Residentes da ilha queixaram-se deste problema, levando o governador militar do estado, Raji Rasaki, a remover à força os moradores em 14 de julho de 1990, resultando em várias lesões. A remoção forçosa levou ao despejo de cerca de 300.000 residentes, alguns dos quais tinham o título legal para a sua propriedade.
Esta nova área estabelecida após as expulsões foi chamada de "Victoria Island Annex", e posteriormente dividida em lotes residenciais e vendida. A posterior expansão da área conectou o Anexo Ilha Victoria diretamente à Península Lekki. Esta nova área ampliada é referida como "Oniru Estate".

## História moderna

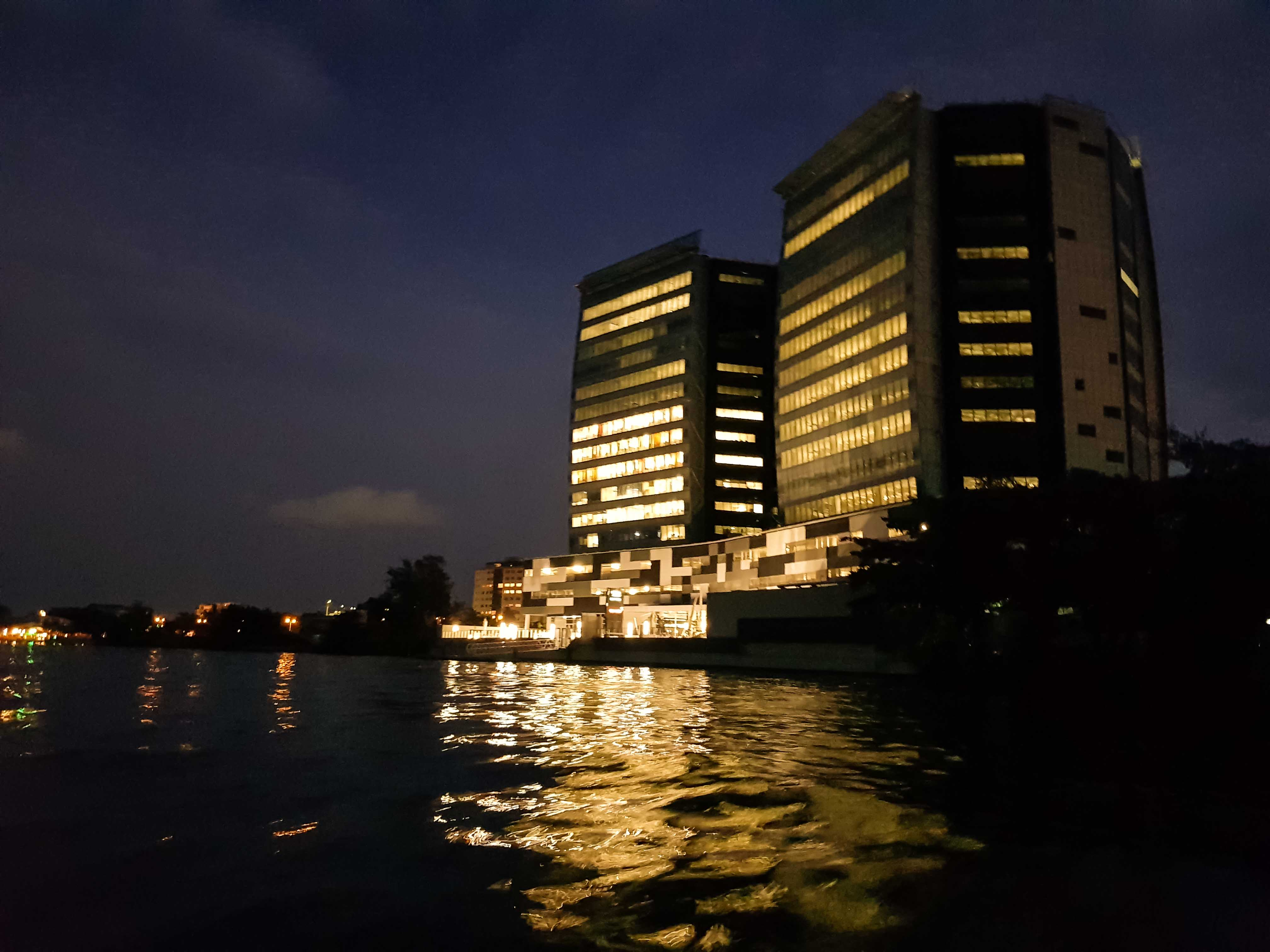
Escritório da empresa Oando, em Ilha Victoria

Originalmente designada uma área residencial de alto nível, a falta de infra-estrutura, a superlotação no antigo distrito de negócios na ilha de Lagos e a pouca aderência ao código de zoneamento da Ilha Victoria levou a uma migração de atividade empresarial e comercial para a ilha. Hoje, a Ilha Victoria é um dos centros bancários e comerciais da Nigéria; muitas das grandes empresas nigerianas e internacionais têm sede na Ilha, como por exemplo o Guaranty Trust Bank, a Halliburton, a IBM e a Hewlett Packard
Um novo projeto que está sendo desenvolvido pelo Grupo Chagoury inclui o Eko Atlantic City, localizado ao lado da ilha Victoria. O projeto está sendo construído na terra recuperada que foi perdida à erosão costeira.

## Questões de Direitos Humanos sobre a demolição da vila Maroko
Os ex-moradores deslocados da vila Maroko têm prosseguido uma reparação no âmbito do sistema de justiça nigeriana, sem sucesso. Em 2008, uma organização de direitos humanos, Social and Economic Rights Action Centre (SERAC), apresentou uma queixa á Comissão Africana dos Direitos Humanos e dos Povos em nome do povo de Maroko.
Ativistas e moradores deslocados de Maroko continuam a observar o "Dia da Memória de Maroko" ("Maroko Remembrance Day") a cada ano em 14 de julho.

## Missões diplomáticas
A Embaixada da Rússia na Nigéria, assim como o Consulado dos Estados Unidos, estão localizados na ilha Victoria.
Ilha Victoria é também o local das embaixadas da Alemanha, Bulgária e Grã-Bretanha, bem como um número de consulados, incluindo os da Índia, Brasil, Líbano e Espanha.

## Educação
A British International School Lagos, e o Lycée Français Louis Pasteur de Lagos estão na ilha Victoria.